# Ujhely Géza
Ujhely Géza (Kisháza, Bihar megye, 1863. április 2. – Budapest, 1910. május 24.) magyar királyi államvasúti főellenőr, vasúttörténész.

## Életpályája
A középiskola három alsó osztályát 1875-től 1878-ig Nagyváradon látogatta; 1881-ben a budapesti V. kerületi főreáliskola hallgatója lett. 1865-ben tett érettségi vizsgát, és az egyetem jogi fakultására iratkozott be. Több fővárosi napilap és vidéki hírlap munkatársa volt. 1886-ban a Magyar Államvasutak szolgálatába lépett Aradon. Innen Kolozsvárra, 1894-ben Fiuméba, 1895-ben pedig Budapestre helyezték át. Ekkor – Helfy Ignác felkérésére – Kossuth Lajos iratai V. kötetének sajtó alá rendezésében segédkezett. Helfy halála után, 1897-ben Kossuth Ferenc mellett folytatta ezt a munkát; az ő közreműködésével jelent meg Kossuth iratainak VI-XII. kötete (1898-1910). Mindemellett folytatta hírlapírói működését is. 1903-ban átvette A Magyar Gazdák Lapja szerkesztését, melytől azonban 1904-ben megvált. 1897-ben mint vasúti főellenőrt a magyar királyi kereskedelemügyi minisztériumhoz rendelték, egyúttal a vasúti tisztképző tanfolyam tanárává nevezték ki.

## Művei
- A Vukovár-Fiumei vasút története. Budapest, 1907.
- A vasutügy története. Budapest, 1910.